# فرد برینرسدورفر
فرد برینرسدورفر (آلمانی: Fred Breinersdorfer؛ زادهٔ ۶ دسامبر ۱۹۴۶) فیلم‌نامه‌نویس، وکیل، کارگردان فیلم، تهیه‌کننده فیلم، و نویسنده اهل آلمان است.

## شناخته‌شدگی
هنگامی که فیلم سوفی شول، روزهای آخر برای جایزه اسکار ۲۰۰۶ نامزد شد، فرد برینرسدورفر به عنوان نویسنده و کارگردان این فیلم شهرت جهانی پیدا کرد.